# (19379) Labrecque
(19379) Labrecque est un astéroïde de la ceinture principale.

## Description
(19379) Labrecque est un astéroïde de la ceinture principale. Il fut découvert le 24 janvier 1998 à Haleakala par le programme NEAT. Il présente une orbite caractérisée par un demi-grand axe de 2,32 UA, une excentricité de 0,28 et une inclinaison de 23,1° par rapport à l'écliptique.

## Compléments